# Lullabies to Paralyze
Lullabies to Paralyze — четвёртый студийный альбом группы Queens of the Stone Age, выпущенный 21 марта 2005 года. Альбом дебютировал на пятое место в списке Billboard 200; в первую неделю релиза было продано 97 000 копий по всей Америке. Это самый лучший результат для QOTSA на сегодняшний день. Альбом был удостоен золота в Великобритании, где было продано его 100 000 копий. Lullabies to Paralyze — первый альбом записанный после ухода басиста Ника Оливери, также является первым для Джои Кастильо и Троя Ван Левена. Джош Хомме и Марк Ланеган — единственные участники, которые записывали предыдущий альбом.

## Создание
Название альбома Lullabies to Paralyze было введено для связи с предыдущим альбомом Songs For The Deaf через песню «Mosquito Song». Были выпущены клипы на песни «Little Sister», «In My Head» и «Burn the Witch», также «Everybody Knows That You Are Insane» и «Someone’s in the Wolf».
Выпуск альбома постоянно откладывался ещё с 2004 года из-за некоторых изменений: басист, вокалист и соавтор песен Ник Оливери был уволен, сессионник Марк Ланеган отправился в тур со своей группой. Ланегана и сейчас можно услышать в некоторых песнях альбома.

## Выпуск и приём
В основном альбом получил позитивные отзывы, хотя оценен он был несколько ниже, чем предыдущий. Metacritic дал альбому 78 баллов из 100, опираясь на 31 профессиональный отзыв. Кевин Форест наградил Lullabies to Paralyze званием 3го лучшего альбома 2005 года. Billboard назвал его седьмым из лучших альбомов, Magnet девятым, а Filter magazine считает, что его позиция среди лучших альбомов 2005 находится под номером 10. JustPressPlay расположил его на 31 месте 100 лучших альбомов 2000-х, и назвал «Tangled Up in Plaid» 19 лучшей песней десятилетия.

## Список композиций
Все песни написаны Джошем Хомме, Троем Ван Левеном и Джоем Кастильё, кроме отмеченных. Вся лирика принадлежит Хомме, кроме текстов «Medication», «Tangled Up in Plaid» и «Long Slow Goodbye», написанных Марком Ланеганом.
| №                   | Название                                                                             | Автор(ы)                                          | Длительность |
| ------------------- | ------------------------------------------------------------------------------------ | ------------------------------------------------- | ------------ |
| 1.                  | «This Lullaby»                                                                       | Хомме, Левен, Кастильо, Ланеган                   | 1:22         |
| 2.                  | «Medication»                                                                         | Хомме, Левен, Кастильо, Ланеган                   | 1:54         |
| 3.                  | «Everybody Knows That You’re Insane»                                                 |                                                   | 4:14         |
| 4.                  | «Tangled Up in Plaid»                                                                | Хомме, Левен, Кастильо, Ланеган                   | 4:13         |
| 5.                  | «Burn the Witch»                                                                     |                                                   | 3:35         |
| 6.                  | «In My Head»                                                                         | Хомме, Левен, Джош Фриз, Кастильо, Алан Джоханнез | 4:01         |
| 7.                  | «Little Sister»                                                                      |                                                   | 2:54         |
| 8.                  | «I Never Came»                                                                       |                                                   | 4:48         |
| 9.                  | «Someone’s in the Wolf»                                                              |                                                   | 7:15         |
| 10.                 | «The Blood Is Love»                                                                  |                                                   | 6:37         |
| 11.                 | «Skin on Skin»                                                                       |                                                   | 3:42         |
| 12.                 | «Broken Box»                                                                         |                                                   | 3:02         |
| 13.                 | «„You Got a Killer Scene There, Man…“»                                               |                                                   | 4:56         |
| 14.                 | «Long Slow Goodbye» (включает композицию «Hidden Finale», которая начинается с 5:16) | Хомме, Левен, Кастильо, Ланеган                   | 6:50         |
| Общая длительность: | Общая длительность:                                                                  | Общая длительность:                               | 59:26        |

«Hidden Finale» позже появится в песне «Running Joke» из альбома Era Vulgaris как главный риф.

### Бонусные треки
- «Like a Drug» (Хомме) — 3:15
- «Precious and Grace» (Beard, Gibbons, Hill) — 3:23
- «Infinity» (версия Lullabies to Paralyze) (Хомме) — 3:59

### LP версия
Версия LP выпущена AntAcidAudio и состоит из разных каверов на CD версию.
Сторона первая — Once
1. «Lullaby» — 1:23
2. «Medication» — 1:54
3. «Everybody Knows That You’re Insane»  — 4:14
4. «Tangled Up in Plaid» — 4:13
5. «Burn the Witch» — 3:35

Сторона вторая — You
1. «In My Head» — 4:01
2. «Little Sister» — 2:54
3. «I Never Came» — 4:48
4. «Someone’s in the Wolf» — 7:16

Сторона третья — Were
1. «Infinity» (новая версия) — 3:59
2. «The Blood Is Love» — 6:38
3. «Like a Drug» — 3:18
4. «Skin on Skin» — 3:43

Сторона четвёртая — Lost
1. «Broken Box» — 3:00
2. «Precious and Grace» — 3:24
3. «„You Got a Killer Scene There, Man…“» — 4:58
4. «Long Slow Goodbye» (из скрытого трека) — 6:54

## Участники

### Основной состав
- Джош Хомме — вокал, гитара, бас, пианино, ударные, перкуссия
- Трой Ван Левен — гитара, бас, пианино, бэк-вокал
- Джои Кастильо — ударные, пианино, перкуссия,

### Приглашённые
- Алан Джоханнез — гитара на 5-7 и 11 песне, бас на 3, 4 и 9, флейта на 9 треке
- Марк Ланеган — вокал в «This Lullaby», «Precious and Grace», «Burn the Witch» и «You Got a Killer Scene There Man…»
- Крис Госс — вокал в «You Got a Killer Scene There Man…»
- Билли Гиббонс — гитара и вокал в «Burn the Witch» и «Precious and Grace»
- Дэйв Кэтчинг — вступление на гитаре в «The Blood Is Love»
- Джек Блэк — «Burn the Witch», участие в «Broken Box» на бонусном DVD
- Джесси Хьюз — партия флейты в «Someone’s in the Wolf»
- Ширли Мэнсон — вокал в «You Got a Killer Scene There, Man…»
- Броди Далль — вокал в «You Got a Killer Scene There Man…»
- Джо Барреси — треугольник в «Tangled Up in Plaid»
- The Main Street Horns — туба и тромбон в «I Never Came», «Someone’s in the Wolf» и «Skin on Skin»
- Джош Фриз — «In My Head»